# Petr Čáslava
Petr Čáslava, född 3 september 1979 i Kolín, är en tjeckisk professionell ishockeyspelare som spelar för HC Pardubice i Extraliga.
Čáslava har representerat Tjeckiens landslag i sju VM: 2007, 2008, 2009, 2010, 2011, 2012 och 2013 där de lyckats ta två brons och ett guld.

## Klubbar
- HC Pardubice 1997–2007, 2008–2009, 2014–
- HC Dukla Jihlava 2000–2001 (lån), 2001–2002 (lån)
- Severstal Tjerepovets 2007–2008, 2012–2014
- Timrå IK 2009–2010
- HK CSKA Moskva 2010–2012